# ارتم پولیاروس
ارتم پولیاروس (اوکراینی: Артем Ігорович Полярус؛ زادهٔ ۵ ژوئیهٔ ۱۹۹۲) بازیکن فوتبال اهل اوکراین است.
از باشگاه‌هایی که در آن بازی کرده‌است می‌توان به باشگاه فوتبال احمد گروزنی اشاره کرد.
وی همچنین در تیم‌های ملی فوتبال زیر ۲۰ سال اوکراین و زیر ۲۱ سال اوکراین بازی کرده‌است.